# Línea 11 (San Juan)
La línea 11 es una línea de colectivos urbanos del aglomerado del Gran San Juan en la provincia de San Juan, Argentina, que recorre parte de dicha aglomeración, por los departamentos de Rawson y Capital, comunicándolos con la ciudad de San Juan.
Sus unidades están administradas actualmente por la empresa privada, El Triunfo S.A. Sin embargo hasta el 2 de septiembre de 2004, estuvo administrada por la empresa 20 de junio S.A, que debido al incumplimiento de los plazos establecidos, para la incorporación de nuevas unidades ofertadas, el gobierno provincial le caduco el servicio

## Recorrido
Beltran - Río de la Plata - Perona - José Hernández - Alfredo Rizo - Jorge Newbery - Juan Aguilar - Bahía Blanca - República del Líbano - Triunvirato - Castaño - Juramento Comandante Cabot -  
Avenida España - Agustín Gómez - Catamarca - Pedro de Valdivia - Avenida Alem
Avenida Libertador General San Martín ((San Juan - Centro) - Aberastain Avenida Córdoba - Avenida Rawson (Hospital Rawson) - Diagonal Don bosco - Güemes - Saturnino Sarassa.
Regreso
Avenida Rawson - Fray Mamero Esquiu - Patricias Sanjuaninas - Brasil - Estados Unidos (Terminal de Ómnibus) - Santa Fe - Avenida Rioja - Avenida Libertador General San Martín - Avenida Alem - Pedro de Valdivia - Catamarca - Agustín Gomez - Castaño - Triunvirato - República del Líbano - Bahía Blanca - Juan Aguilar - Jorge Newbery - Alfredo Rizo - José Hernandez - Perona - Río de la Plata - Beltran